# ۲-آمینواتوکسی‌دی‌فنیل بورات
۲-آمینواتوکسی‌دی‌فنیل بورات (به انگلیسی: 2-Aminoethoxydiphenyl borate) یک ترکیب شیمیایی با شناسه پاب‌کم ۱۵۹۸ است. که جرم مولی آن 225.094 g/mol می‌باشد. 